# Пригородное (Карачаево-Черкесия)
Пригородное — село в Прикубанском районе Карачаево-Черкесии Российской Федерации. Входит в состав Ильичёвского сельского поселения.

## География
Село Пригородное: Расположен в северо-восточной части республики, у реки Топка и Северной части у реки Овечка

## Население
| 2002 | 2010 | 2021  |
| ---- | ---- | ----- |
| 918  | ↗978 | ↗1170 |

## Известные жители
В Пригородном селе живёт Борис Тенуевич Тхакохов (Токаков), знатный животновод, старший чабан колхоза «Ильичёвский», полный кавалер ордена Трудовой Славы (1991).
А еще Башир Ачемезович Бабоев внук поэта Сапара Джумарыковича с теми же задатками, выдающийся молодой человек, юрист 

## Инфраструктура
МКУО «Средняя общеобразовательная школа с. Пригородное, Сельская библиотека с. Пригородное, Дом культуры, ФАП с. Пригородное, Спортзал с. Пригородное, Больница с. Пригородное.
Уличная сеть
состоит из 15 географических объектов: ул. Веселая, ул. Дружбы, ул. Мира, ул. Молодёжная, Новая ул, Родниковая, ул. Советская, ул. Центральная, ул, ул, Магомедова, ул, Харуна Богатырёва, ул, Школьная, ул, ул, Солнечная, Северная ул, Южная ул, Восточная ул, Средняя ул.

## Транспорт
Выезд на автодорогу «Пятигорское шоссе».